# Australie-Fidji en rugby à XV
Cet article présente l'historique des confrontations entre l'équipe d'Australie et l'équipe des Fidji en rugby à XV.
Les deux équipes se sont affrontées à vingt-quatre reprises[réf. nécessaire], dont quatre fois en Coupe du monde. Les Australiens ont remporté vingt rencontres contre trois pour les Fidjiens et un match nul.

## Les confrontations
| No | Date              | Lieu                                            | Match             | Score   | Compétition                           |
| -- | ----------------- | ----------------------------------------------- | ----------------- | ------- | ------------------------------------- |
| 1  | 26 juillet 1952   | Sydney Cricket Ground, Sydney — Australie       | Australie – Fidji | 15 – 9  | Test match                            |
| 2  | 9 août 1952       | Sydney Cricket Ground, Sydney — Australie       | Australie – Fidji | 15 – 17 | Test match                            |
| 3  | 5 juin 1954       | Exhibition Ground, Brisbane — Australie         | Australie – Fidji | 22 – 19 | Test match                            |
| 4  | 26 juin 1954      | Sydney Cricket Ground, Sydney — Australie       | Australie – Fidji | 16 – 18 | Test match                            |
| 5  | 10 juin 1961      | Exhibition Ground, Brisbane — Australie         | Australie – Fidji | 24 – 6  | Test match                            |
| 6  | 17 juin 1961      | Sydney Cricket Ground, Sydney — Australie       | Australie – Fidji | 20 – 14 | Test match                            |
| 7  | 1er juillet 1961  | Olympic Park Stadium, Melbourne — Australie     | Australie – Fidji | 3 – 3   | Test match                            |
| 8  | 19 septembre 1972 | Buckhurst Park, Suva — Fidji                    | Fidji – Australie | 19 – 21 | Test match                            |
| 9  | 12 juin 1976      | Sydney — Australie                              | Australie – Fidji | 22 – 6  | Test match                            |
| 10 | 19 juin 1976      | Perth — Australie                               | Australie – Fidji | 21 – 9  | Test match                            |
| 11 | 26 juin 1976      | Brisbane — Australie                            | Australie – Fidji | 27 – 17 | Test match                            |
| 12 | 24 mai 1980       | Ba — Fidji                                      | Fidji – Australie | 9 – 22  | Test match                            |
| 13 | 9 juin 1984       | Nausori — Fidji                                 | Fidji – Australie | 3 – 16  | Test match                            |
| 14 | 10 août 1985      | Perth — Australie                               | Australie – Fidji | 52 – 28 | Test match                            |
| 15 | 17 août 1985      | Sydney — Australie                              | Australie – Fidji | 31 – 9  | Test match                            |
| 16 | 18 septembre 1998 | Parramatta Stadium, Sydney — Australie          | Australie – Fidji | 66 – 20 | Qualifications pour la Coupe du monde |
| 17 | 9 juin 2007       | Subiaco Oval, Perth — Australie                 | Australie – Fidji | 49 – 0  | Test match                            |
| 18 | 23 septembre 2007 | Stade de la Mosson, Montpellier — France        | Australie – Fidji | 55 – 12 | Coupe du monde (poule B)              |
| 19 | 5 juin 2010       | Canberra Stadium, Canberra — Australie          | Australie – Fidji | 49 – 3  | Test match                            |
| 20 | 23 septembre 2015 | Millennium Stadium, Cardiff — Pays de Galles    | Australie – Fidji | 28 – 13 | Coupe du monde (poule A)              |
| 21 | 10 juin 2017      | AAMI Park, Melbourne — Australie                | Australie – Fidji | 37 – 14 | Test match                            |
| 22 | 21 septembre 2019 | Dôme de Sapporo, Sapporo — Japon                | Australie – Fidji | 39 – 21 | Coupe du monde (poule D)              |
| 23 | 17 septembre 2023 | Stade Geoffroy-Guichard, Saint-Étienne — France | Australie – Fidji | 15 – 22 | Coupe du monde (poule C)              |
| 24 | 6 juillet 2025    | McDonald Jones Stadium, Newcastle — Australie   | Australie – Fidji | 21 – 18 | Test match                            |